# Гумни (Ковилкінський район)
Гумни́ (рос. Гумны, ерз. Шонгарь) — село у складі Ковилкінського району Мордовії, Росія. Входить до складу Русько-Лашминського сільського поселення.
Населення — 275 осіб (2010; 367 у 2002).
Національний склад станом на 2002 рік:
- мордва — 82 %